# Between the Worlds
Between the Worlds — второй оригинальный альбом фолк-метал-группы Alkonost, изданный в 2004 году.

## Об альбоме
Переиздавался два раза в 2006 (русскоязычное переиздание под названием Межмирье) и 2009 гг. Он был издан после дебютного альбома Songs of the Eternal Oak (2000) и его переиздания Alkonost (2002). Группа продемонстрировала резкую «смену курса» — «если на первом альбоме у нас доминирует скриминг, то на „Межмирье“ — чистый женский вокал».
До официального издания альбом распространялся в виде компиляции Родная Земля, которая была выпущена специально для презентационного концерта группы Alkonost 17 мая 2004 года. Помимо треков с будущего альбома, компиляция содержала три бонус-трека.
Журнал Dark City об альбоме Межмирье:

И в ощущении безвременья возникает ощущение межмирья — другой мир, мир духа, мир легенд лежит за чертой боли от пустоты и разорения.
— Мара Мёрки

## Список композиций
| №                   | Название                       | Текст песни                           | Длительность |
| ------------------- | ------------------------------ | ------------------------------------- | ------------ |
| 1.                  | «Bloody Grasses»               | Алексей Соловьёв, перевод- Мэри Свифт | 4:52         |
| 2.                  | «Nevertimes»                   | Алексей Соловьёв, перевод- Мэри Свифт | 4:54         |
| 3.                  | «Abyss»                        | Алексей Соловьёв, перевод- Мэри Свифт | 4:33         |
| 4.                  | «Waiting»                      | Алексей Соловьёв, перевод- Мэри Свифт | 5:27         |
| 5.                  | «Eviltimes»                    | Алексей Соловьёв, перевод- Мэри Свифт | 5:46         |
| 6.                  | «Unknown Lands»                | Алексей Соловьёв, перевод- Мэри Свифт | 5:12         |
| 7.                  | «Before The Epoch Of Twilight» | Алексей Соловьёв, перевод- Мэри Свифт | 4:49         |
| 8.                  | «Мать-тоска»                   | стихи А.К.Толстого                    | 3:33         |
| Общая длительность: | Общая длительность:            | Общая длительность:                   | 39:06        |

- Оформление: Дм. Покров, Владимир Ураков. Фото: Динара Муксинова.

| №                   | Название                                                                         | Текст песни                           | Длительность |
| ------------------- | -------------------------------------------------------------------------------- | ------------------------------------- | ------------ |
| 1.                  | «Bloody Grasses»                                                                 | Алексей Соловьёв, перевод- Мэри Свифт | 4:52         |
| 2.                  | «Nevertimes»                                                                     | Алексей Соловьёв, перевод- Мэри Свифт | 4:54         |
| 3.                  | «Abyss»                                                                          | Алексей Соловьёв, перевод- Мэри Свифт | 4:33         |
| 4.                  | «Waiting»                                                                        | Алексей Соловьёв, перевод- Мэри Свифт | 5:27         |
| 5.                  | «Eviltimes»                                                                      | Алексей Соловьёв, перевод- Мэри Свифт | 5:46         |
| 6.                  | «Unknown Lands»                                                                  | Алексей Соловьёв, перевод- Мэри Свифт | 5:12         |
| 7.                  | «Before The Epoch Of Twilight»                                                   | Алексей Соловьёв, перевод- Мэри Свифт | 4:49         |
| 8.                  | «Мать-тоска»                                                                     | стихи А.К.Толстого                    | 3:33         |
| 9.                  | «Ожидание» (запись с фестиваля RockLine 2003, г. Кунгур)                         | Алексей Соловьёв                      | 4:58         |
| 10.                 | «Beside Pyre (Lost Track to Sadness)» (записано в 2000 г. вокал - Дж.Мубаракшин) | Дм.Покров, Мэри Свифт и Дж.Мубаракшин | 5:06         |
| 11.                 | «голоса родной земли» (скрытый трек)                                             |                                       | 2:21         |
| Общая длительность: | Общая длительность:                                                              | Общая длительность:                   | 52:59        |

- Оформление: Дм. Покров. Фото: Динара Муксинова

| №                   | Название               | Текст песни         | Длительность |
| ------------------- | ---------------------- | ------------------- | ------------ |
| 1.                  | «Лихолетье»            | Алексей Соловьёв    | 4:52         |
| 2.                  | «Безвременье»          | Алексей Соловьёв    | 4:54         |
| 3.                  | «Бездна»               | Алексей Соловьёв    | 4:33         |
| 4.                  | «Ожидание»             | Алексей Соловьёв    | 5:27         |
| 5.                  | «Кровавые Травы»       | Алексей Соловьёв    | 5:46         |
| 6.                  | «Неведомые Земли»      | Алексей Соловьёв    | 5:12         |
| 7.                  | «Пред Эпохой Забвенья» | Алексей Соловьёв    | 4:49         |
| 8.                  | «Мать-тоска»           | стихи А.К.Толстого  | 3:33         |
| Общая длительность: | Общая длительность:    | Общая длительность: | 40:25        |

- Оформление: Дм. Покров, Владимир Ураков. Фото: Андрей Веретенников, Динара Муксинова.